# Telus Sky
Le Telus Sky est un gratte-ciel résidentiel en construction à Calgary au Canada. Il s'élèvera à 222 mètres. Son achèvement est prévu pour 2018. 